# Acropteris inquinata
Acropteris inquinata är en fjärilsart som beskrevs av Warren. Acropteris inquinata ingår i släktet Acropteris och familjen Uraniidae. Inga underarter finns listade i Catalogue of Life.